# Liocranum
Genre
Liocranum est un genre d'araignées aranéomorphes de la famille des Liocranidae.

## Distribution
Les espèces de ce genre se rencontrent en Europe, en Afrique de l'Est, en Asie centrale, aux Antilles et en Nouvelle-Guinée.

## Liste des espèces
Selon World Spider Catalog (version 25.5, 21/09/2024) :
- Liocranum apertum Denis, 1960
- Liocranum erythrinum (Pavesi, 1883)
- Liocranum freibergi Charitonov, 1946
- Liocranum giersbergi Kraus, 1955
- Liocranum inornatum (L. Koch, 1882)
- Liocranum kochi Herman, 1879
- Liocranum majus Simon, 1878
- Liocranum nigritarse L. Koch, 1875
- Liocranum perarmatum Kulczyński, 1897
- Liocranum pulchrum Thorell, 1881
- Liocranum remotum Bryant, 1940
- Liocranum rupicola (Walckenaer, 1830)

## Systématique et taxinomie
Ce genre a été décrit par L. Koch en 1866 dans les Drassidae. Il est placé dans les Liocranidae par Lehtinen en 1967.

## Publication originale
- L. Koch, 1866 : Die Arachniden-Familie der Drassiden. Nürnberg, Hefte 1-6, p. 1-304.